# Копыльский сельсовет
Копыльский сельсовет — административная единица на территории Копыльского района Минской области Белоруссии. Административный центр — город Копыль.

## История
Образован в 1924 г.

## Состав
Копыльский сельсовет включает 21 населённый пункт:
- Андросовщина — посёлок.
- Аножки — деревня.
- Аргеловщина — деревня.
- Быковцы — посёлок.
- Василевщина — деревня.
- Велешино — деревня.
- Вошкаты — деревня.
- Дусаевщина — деревня.
- Каменка — деревня.
- Каменщина — посёлок.
- Кель — деревня.
- Мажа — агрогородок.
- Мозоли — деревня.
- Низковичи — деревня.
- Новосады — посёлок.
- Подгорцы — деревня.
- Скабин — деревня.
- Старый Копыль — деревня.
- Усово — деревня.
- Чирвоный Партизан — деревня.
- Якубовичи — деревня.